# В погоне за солнцем
«В погоне за солнцем» (англ. Race the Sun) — американская комедия 1996 года с Хэлли Берри и Джеймсом Белуши в главных ролях. Фильм основан на реальных событиях 1990 года.

## Сюжет
Новый учитель информатики (Хэлли Берри) увлекает группу старшеклассников идеей воплотить в жизнь научный проект — автомобиль, работающий на солнечной энергии. Один из старшеклассников копирует дизайн автомобиля с насекомого. Это даёт повод назвать автомобиль «Тараканом».
Команде-экипажу «Таракана» удается выиграть местные гонки. Большую роль в этом играет опыт сёрфингиста у капитана команды старшеклассников Дэниеля (Кейси Аффлек). Пасмурная погода сделает ёмкость батареи автомобиля более важным фактором, чем его вес.
Старшеклассникам помог также школьный учитель труда (Джеймс Белуши), и их команда отправляется в Австралию для участия в международном чемпионате.
Героям фильма предстоит преодолеть песчаную бурю и другие трудности, соревнования дают много поводов для героизма. Команда занимает первое место.

## В ролях
- Хэлли Берри — Сандра Бичер
- Кейси Аффлек — Дэниела Вебстера
- Элиза Душку — Синди Джонсон
- Кевин Тай — Джека Фраймана
- Энтони Руйвивар — Эдуардо Браза
- Стив Зан — Ханса Кооймана
- Билл Хантер — комиссар Хоукс
- Дион Баско — Марко Кито
- Дж. Моки Чо — Гилберта Туту
- Надя Пионилла — Они Нагано
- Адриана Напуалани Уганиза — Луана Канахеле

## Съёмочная группа
- Монтажер: Уэнди Грин Брикмонт
- Художник: Оуэн Пэтерсон